# MAN Lion’s Coach
MAN Lion’s Coach – produkowana od 1996 r. rodzina autokarów turystycznych przez MAN SE w Ankarze w Turcji. W 2017 roku miała miejsce premiera trzeciej generacji.

## Pierwsza generacja
W 1996 roku MAN zaprezentował nową generację wysokopokładowych autokarów produkowaną przez spółkę MAN AS w Turcji jako tańszą alternatywę dla rodziny Lion’s Star. Produkowany był w dwóch odmianach: podstawowej (MAN A13 Lion’s Coach) oraz o bogatszym wyposażeniu (MAN A32 Lion’s Top Coach). Jedyną dostępną długością było standardowe 12 m. Ze względu na relatywnie niską cenę w stosunku do jakości pojazdy te cieszyły się dużą popularnością - wyprodukowano ponad 2300 egzemplarzy. Oficjalnie, 6 sierpnia 2003 r został dostarczony ostatni wyprodukowany egzemplarz standardowego modelu, odmiany Top Coach jeszcze tego samego miesiąca - odbiorcami okazali się tureccy przewoźnicy.

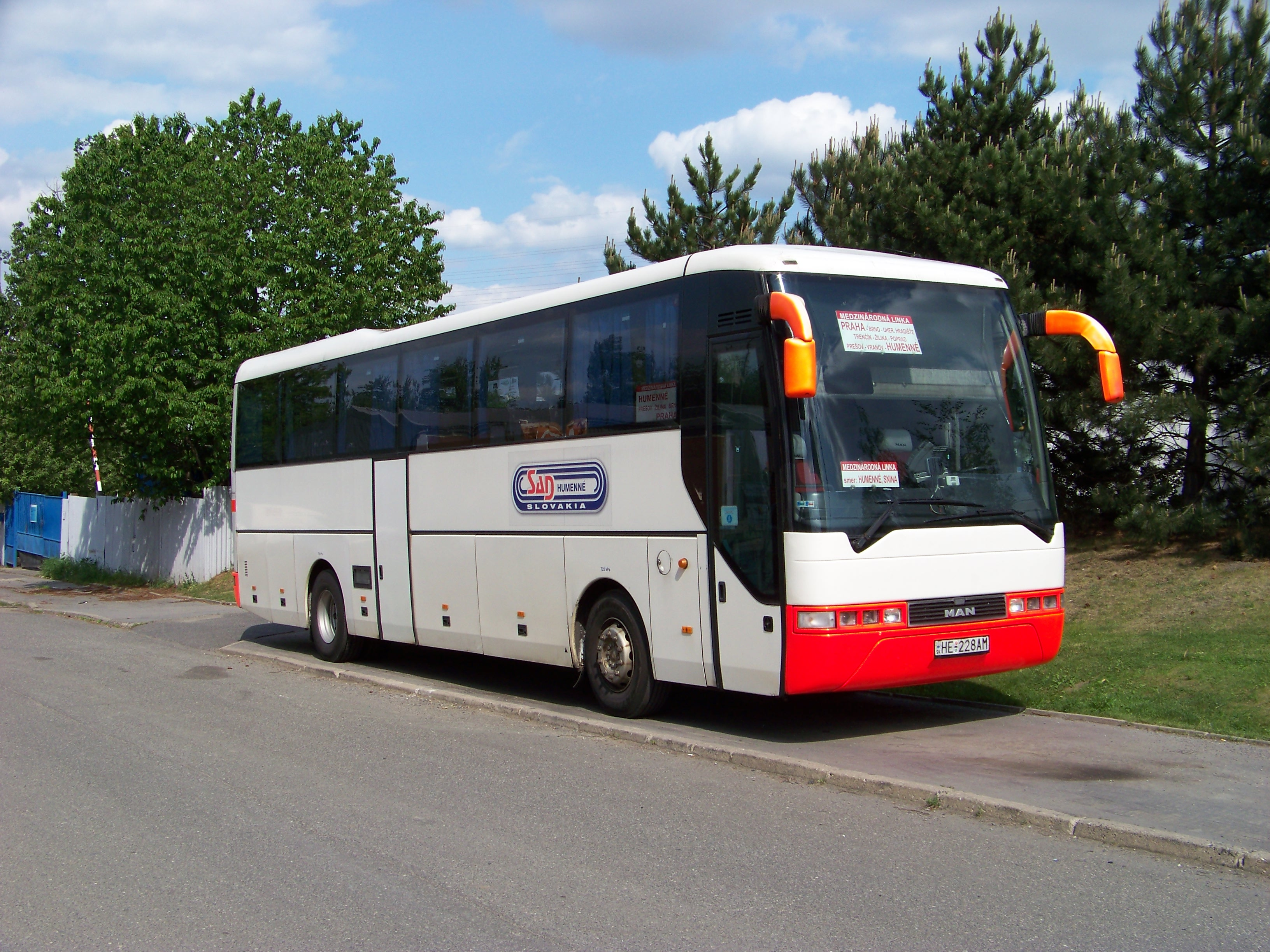
MAN Lion’s Coach I generacji
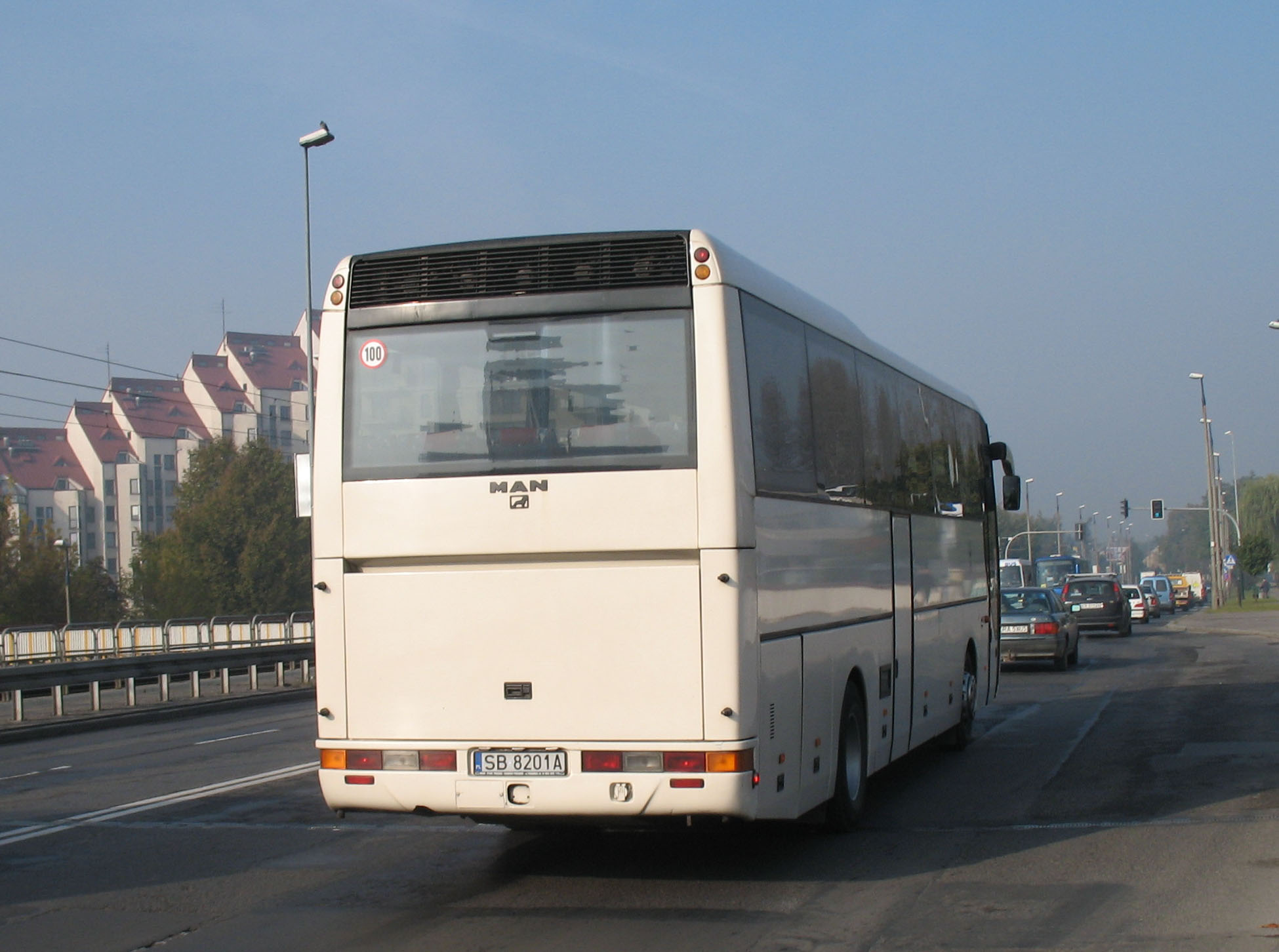
Widok na tył
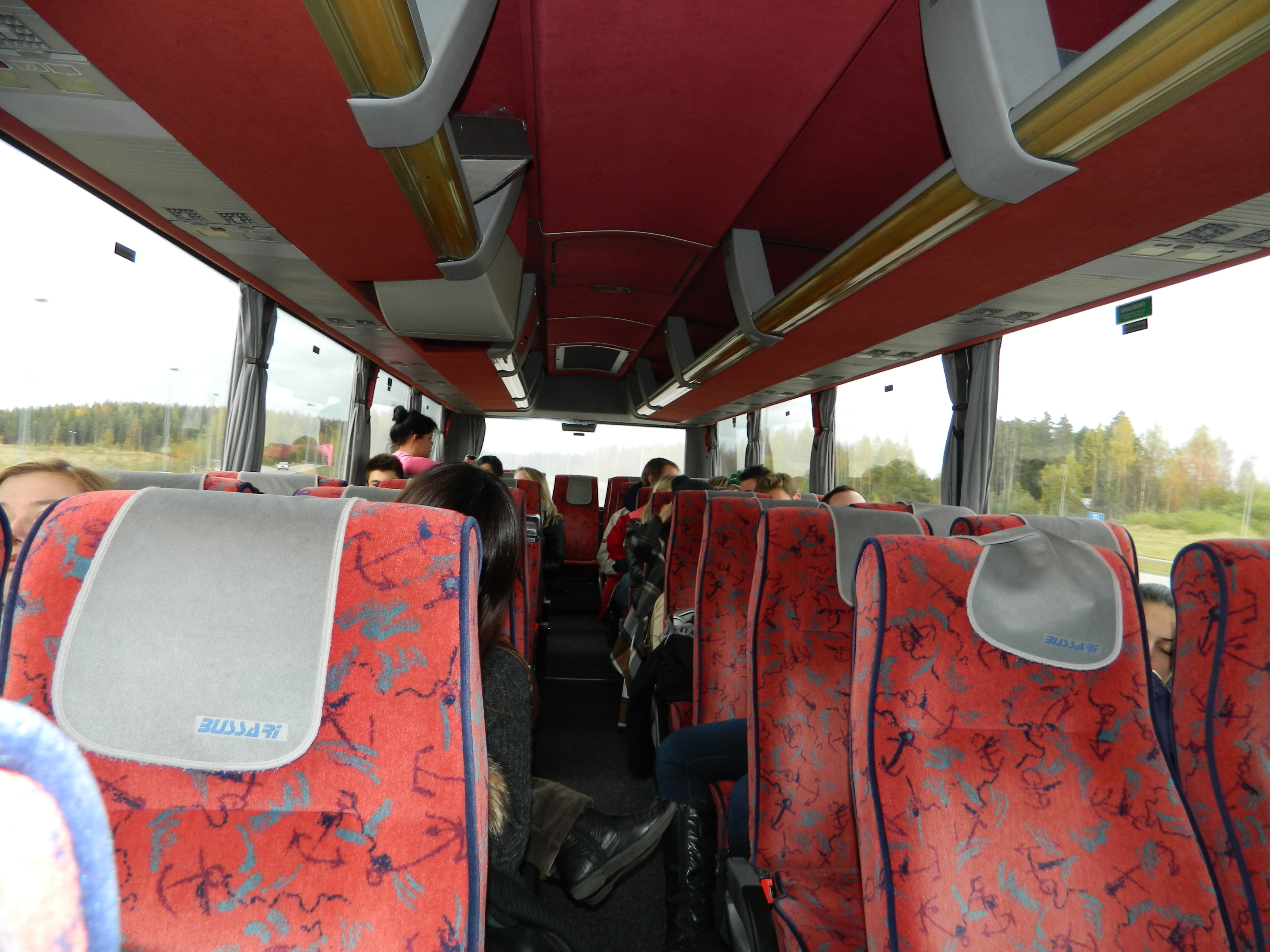
Wnętrze I generacji
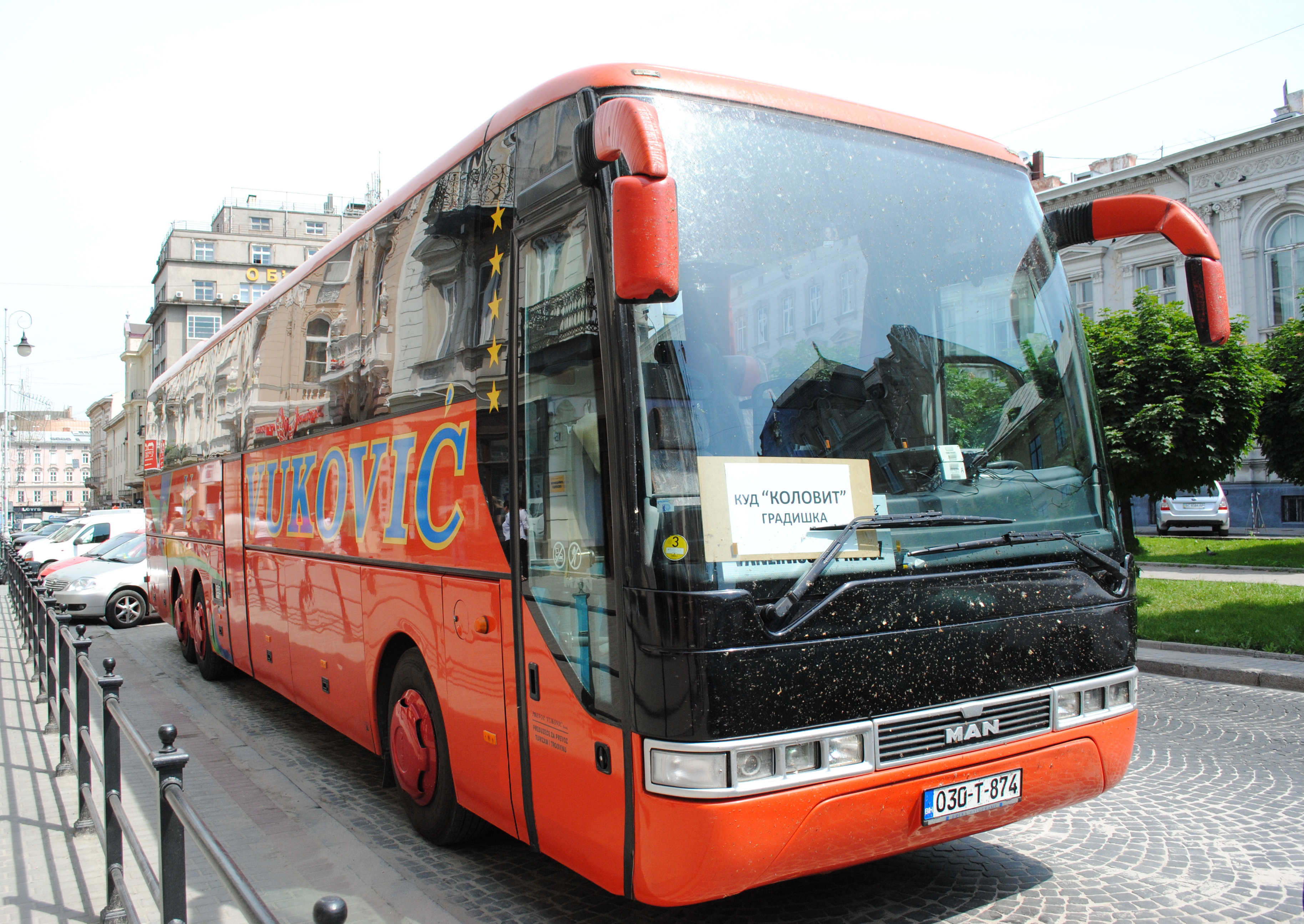
MAN Lion’s Top Coach I generacji

## Druga generacja
W 2002 roku MAN zaprezentował drugą odsłonę rodziny autokarów. Dostępne były dwie nowe długości - 13,26 m oraz 13,8 m (wersje trzyosiowe). Zmieniono design pojazdów - charakterystyczną cechą stał się masywny, wygięty słupek za przednim wejściem. Przednia ściana ewoluowała na przestrzeni lat. Od początkowo gładkiej blachy z napisem „MAN” i wydatnym wcięciem przedniej szyby nad logiem poprzez atrapę nawiązującą do rodziny Lion’s City aż do czarnej maskownicy pod koniec produkcji. Z czasem czarne wcięcie szyby zastąpiono chromowaną listwą z logiem producenta. Autokary były napędzane silnikami MAN D26, od 2014 r. tylko z normą Euro 6. W 2016 roku wyprodukowano egzemplarz 7500.

Oprócz wersji podstawowej produkowano także wersję Supreme odznaczającą się bogatszym wyposażeniem wnętrza, odmienną stylistyką słupka z przodu pojazdu (był on wykańczany metaliczną listwą zachodzącą na klapę schowka pomiędzy drzwiami a przednim nadkolem) oraz płatem zachodzącym na tylne nadkola.

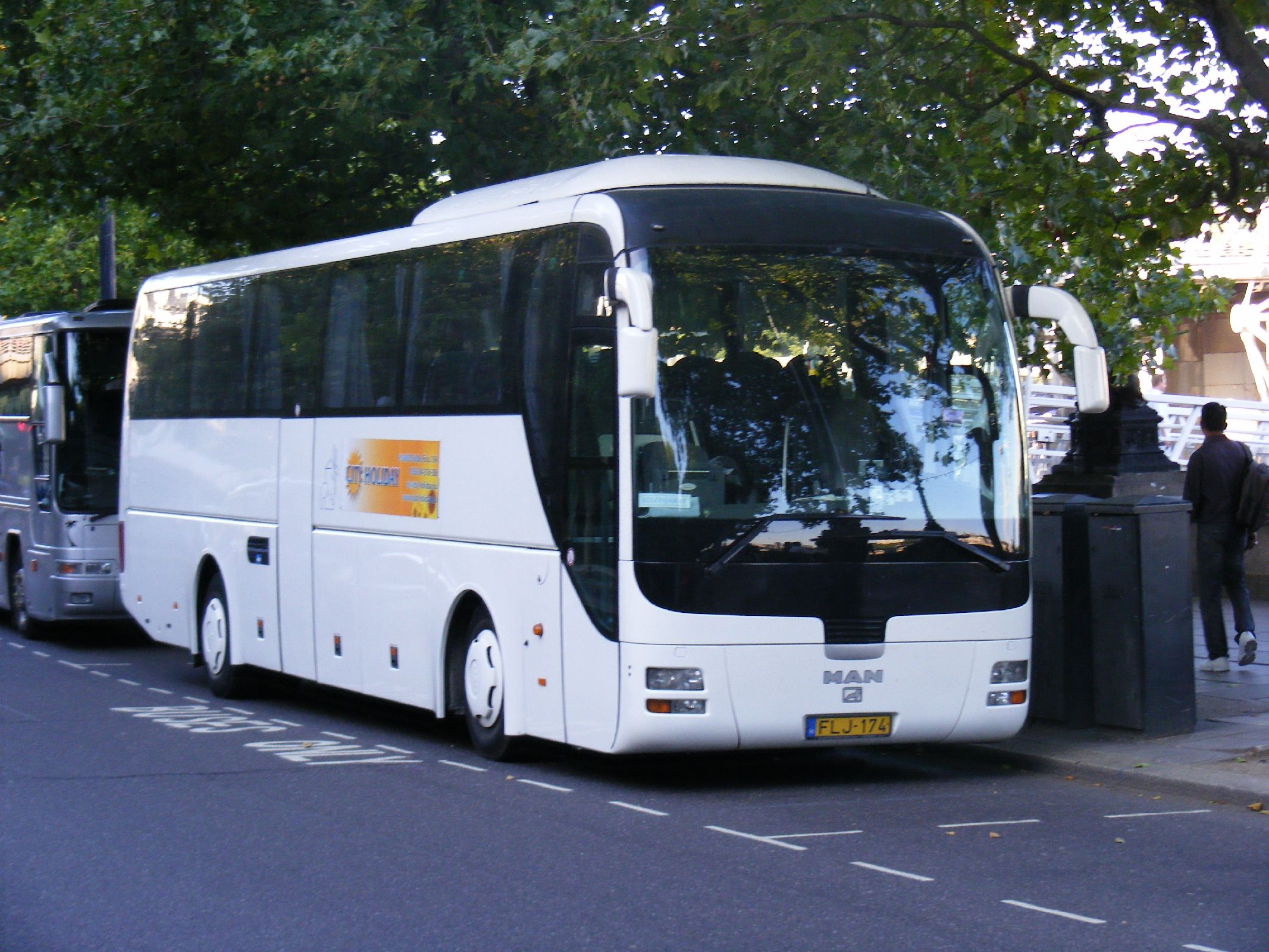
Druga generacja - pierwotna ściana przednia
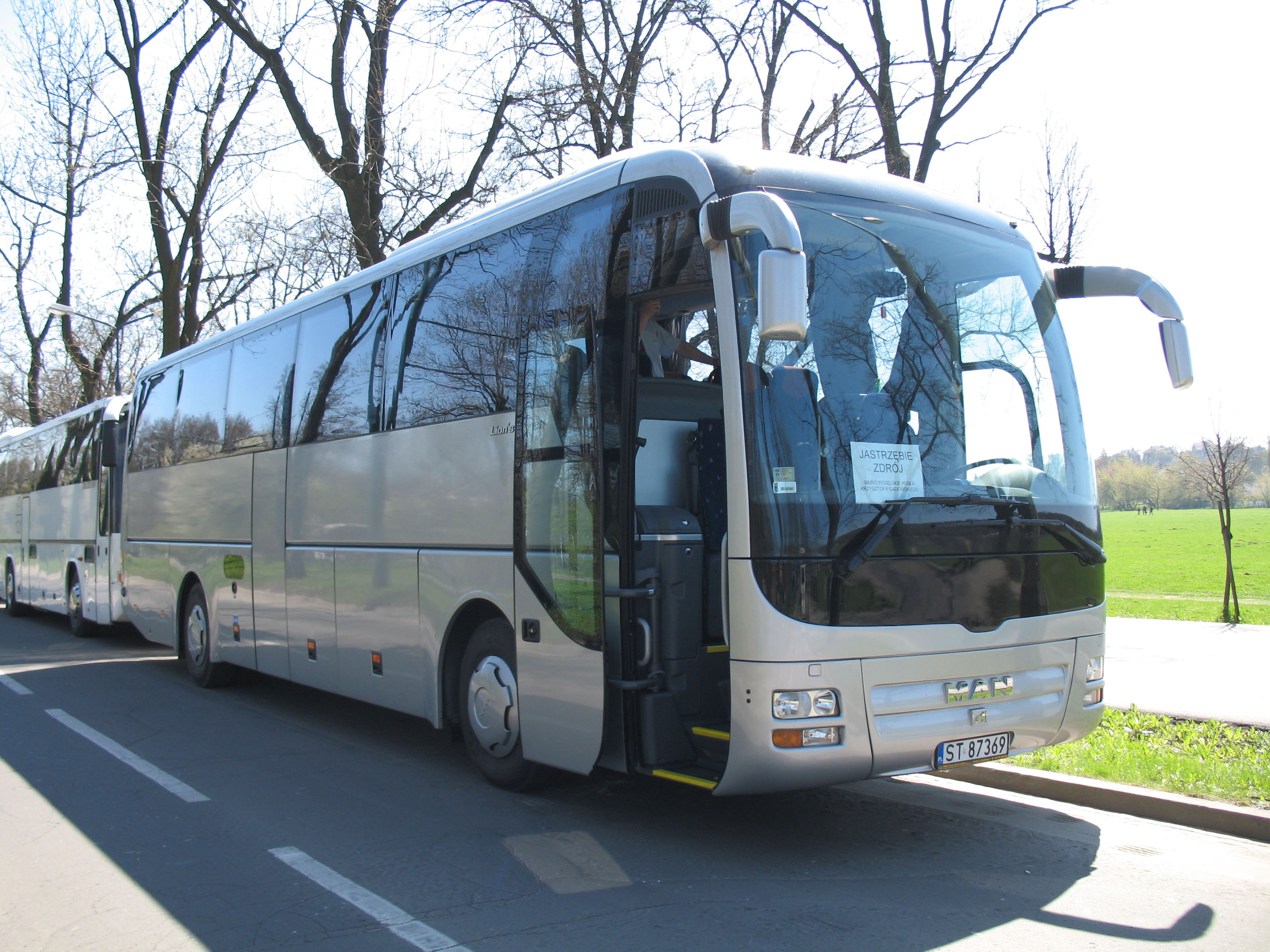
II generacja - atrapa po faceliftingu
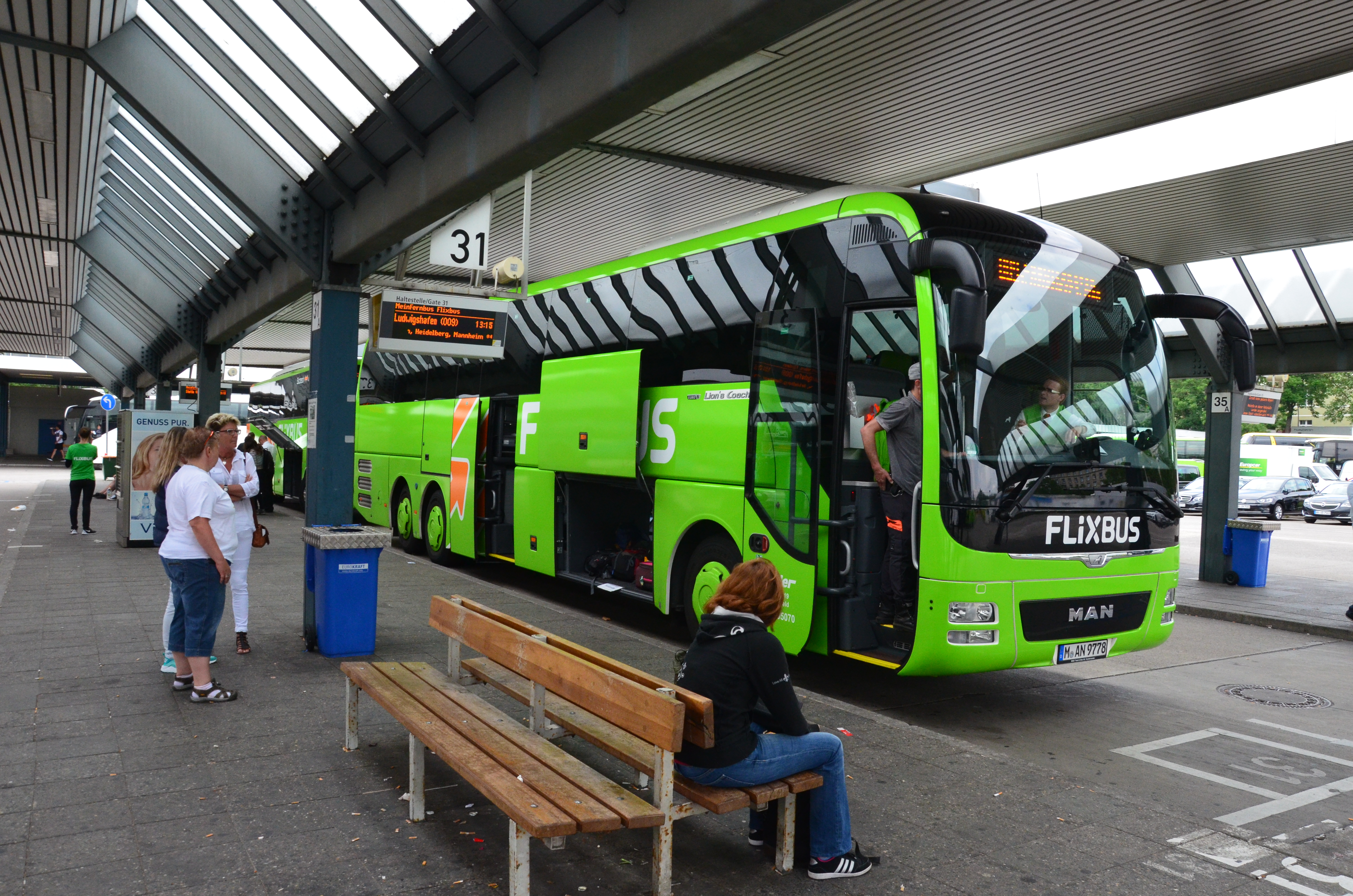
Ciemna atrapa (Lion’s Coach L)
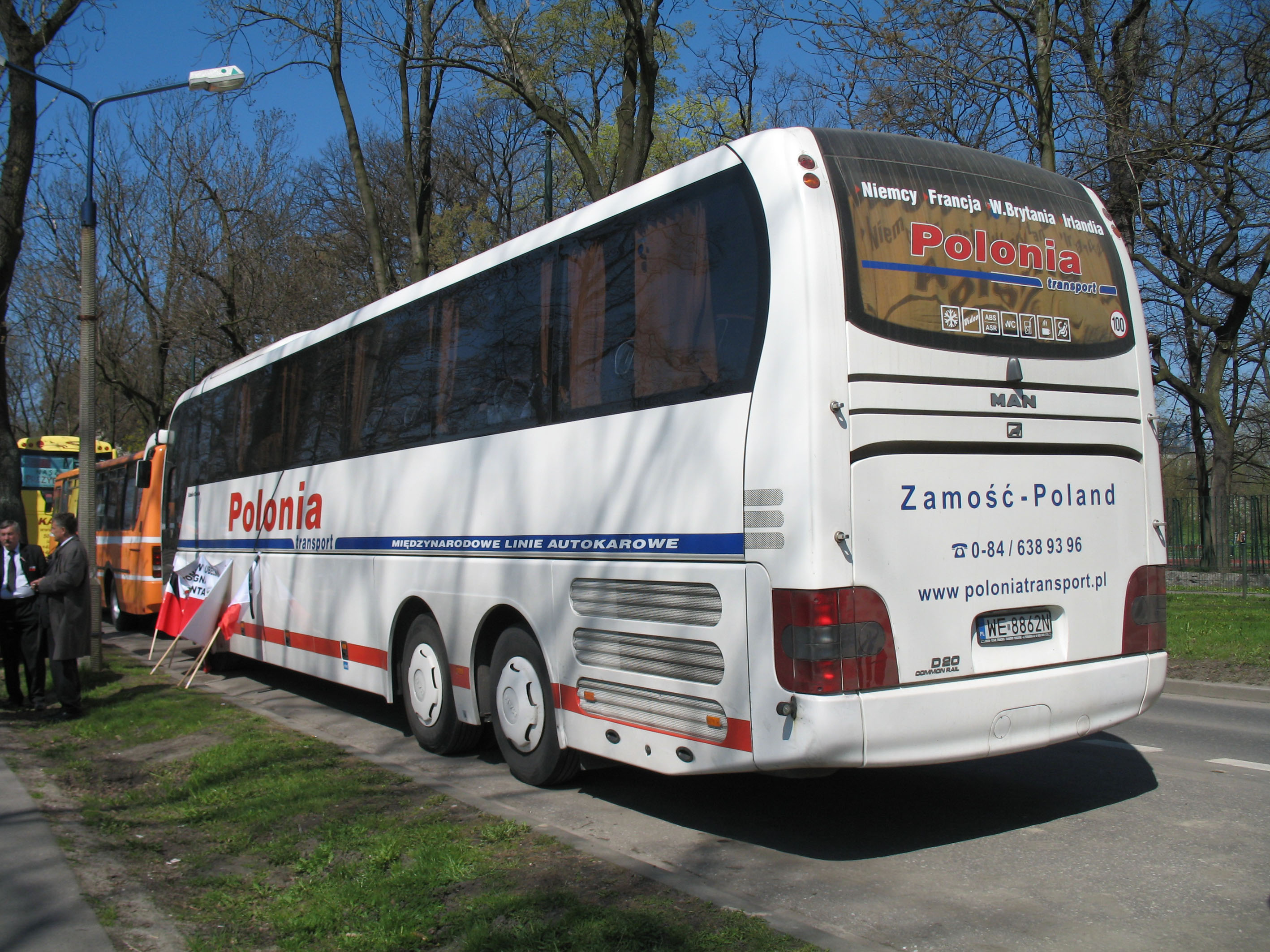
Widok na tył (Lion’s Coach L)
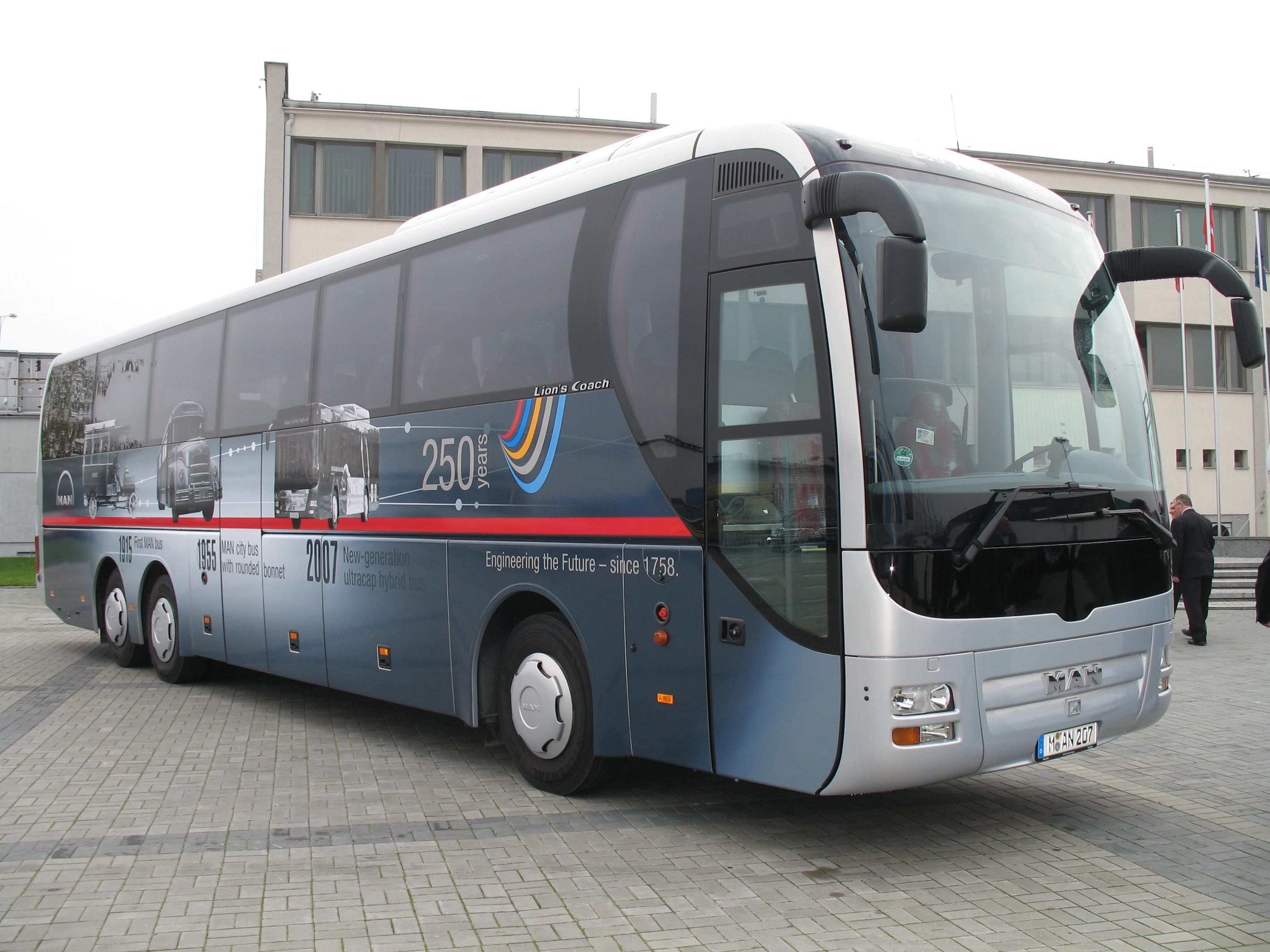
Lion’s Coach C
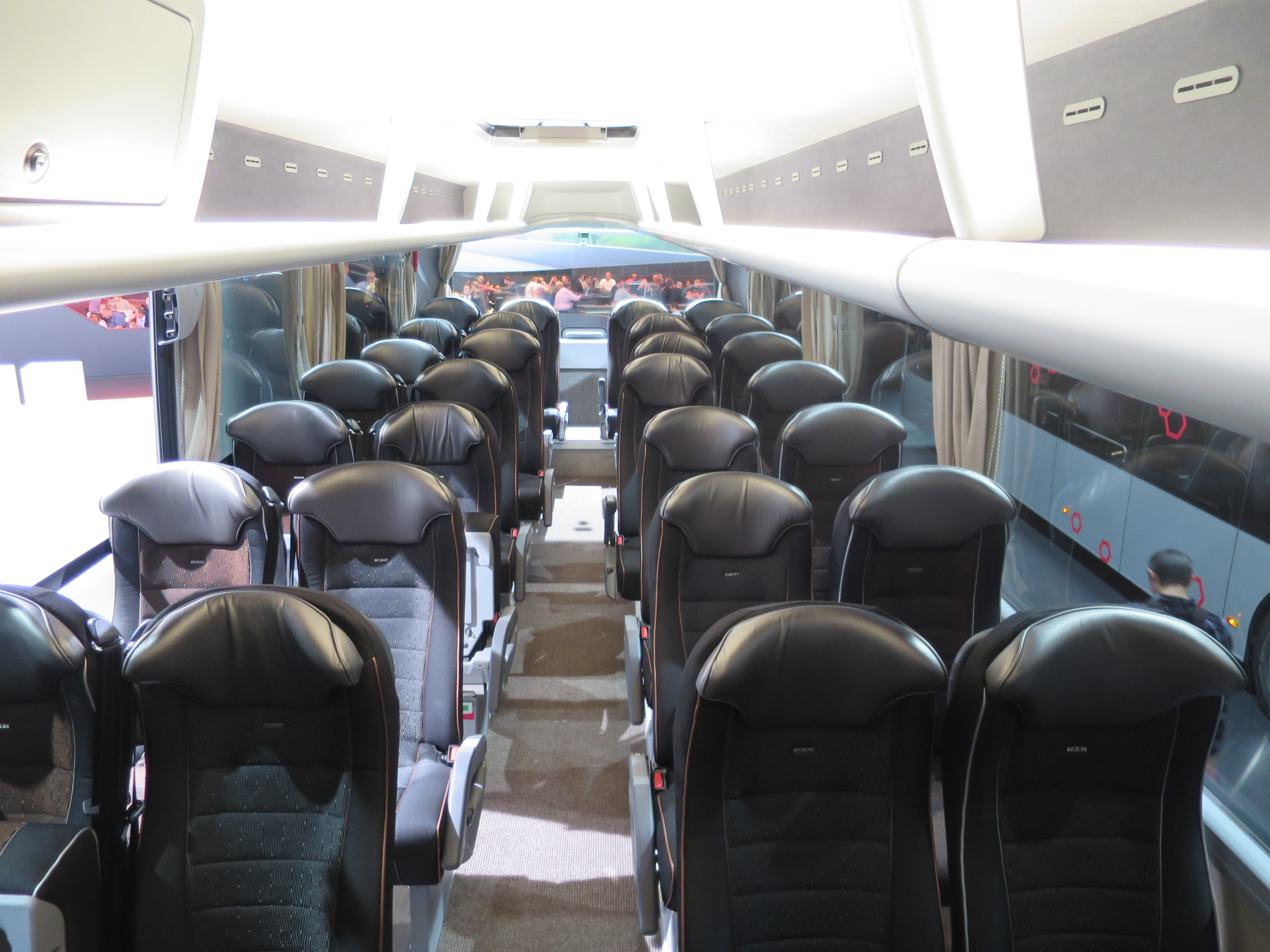
Wnętrze autokaru na targach IAA 2016
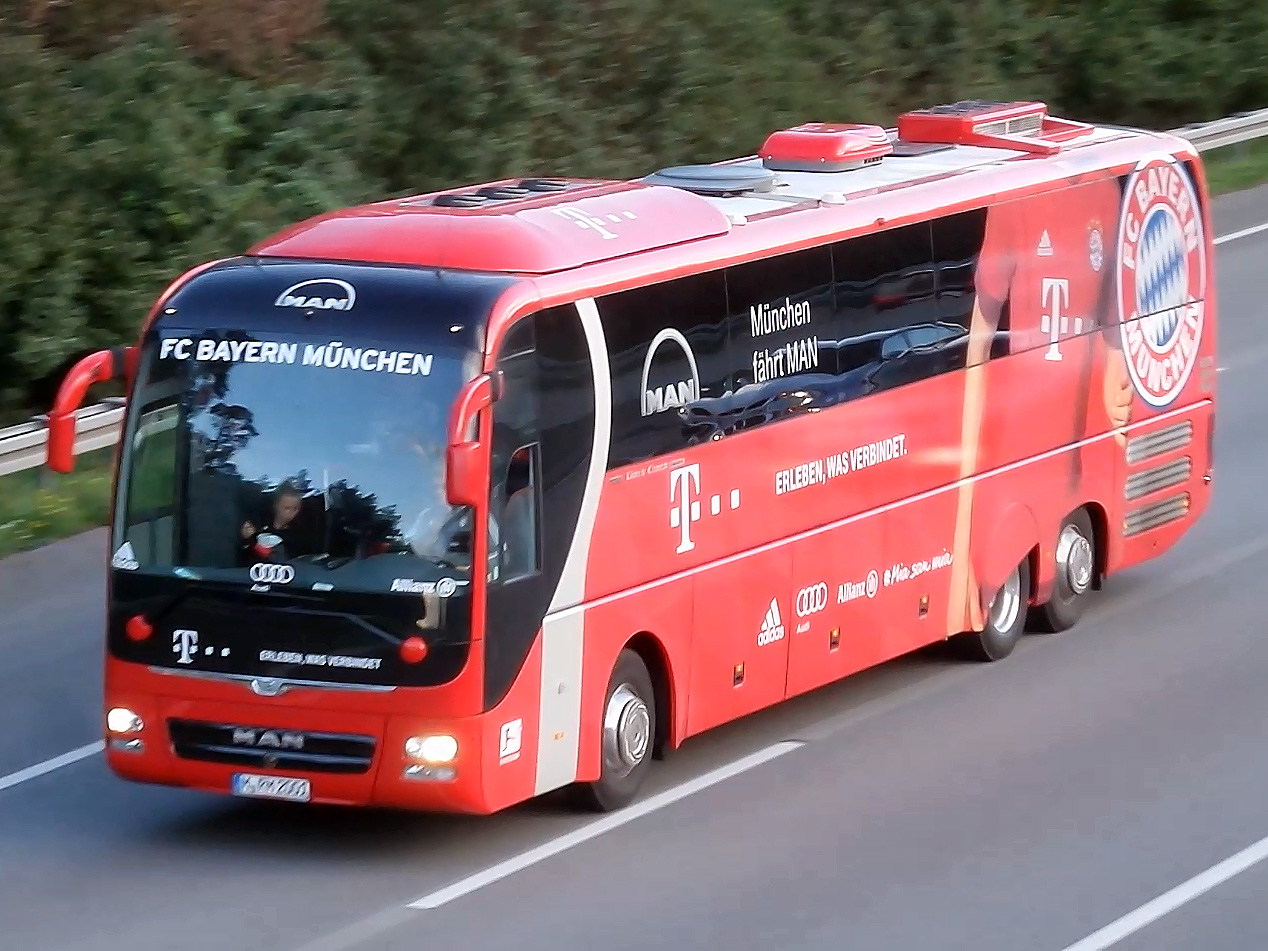
Lion’s Coach Supreme w barwach Bayernu Monachium

## Trzecia generacja
W lipcu 2017 roku w zakładach MAN STAR w Starachowicach odbyła się prapremiera trzeciej generacji rodziny Lion’s Coach, a oficjalna premiera miała miejsce w październiku tego samego roku na targach Busworld w belgijskim Kortrijk. Wprowadzono do oferty czwartą dostępną wersję - autokar dwuosiowy o długości 13,09 m. Design został mocno unowocześniony, krawędziom nadano nowy, bardziej wyrazisty charakter. Niewielkie zmiany zaszły w jednostce napędowej. Szkielet nowego pojazdu spełnia europejskie normy ECE.R66.02. 
MAN Lion’s Coach C III generacji został wyróżniony tytułem „Coach of the Year” 2020, pokonując takie modele jak Setra S 531 DT, VDL Futura, Volvo 9900 i Iveco Crossway CNG.

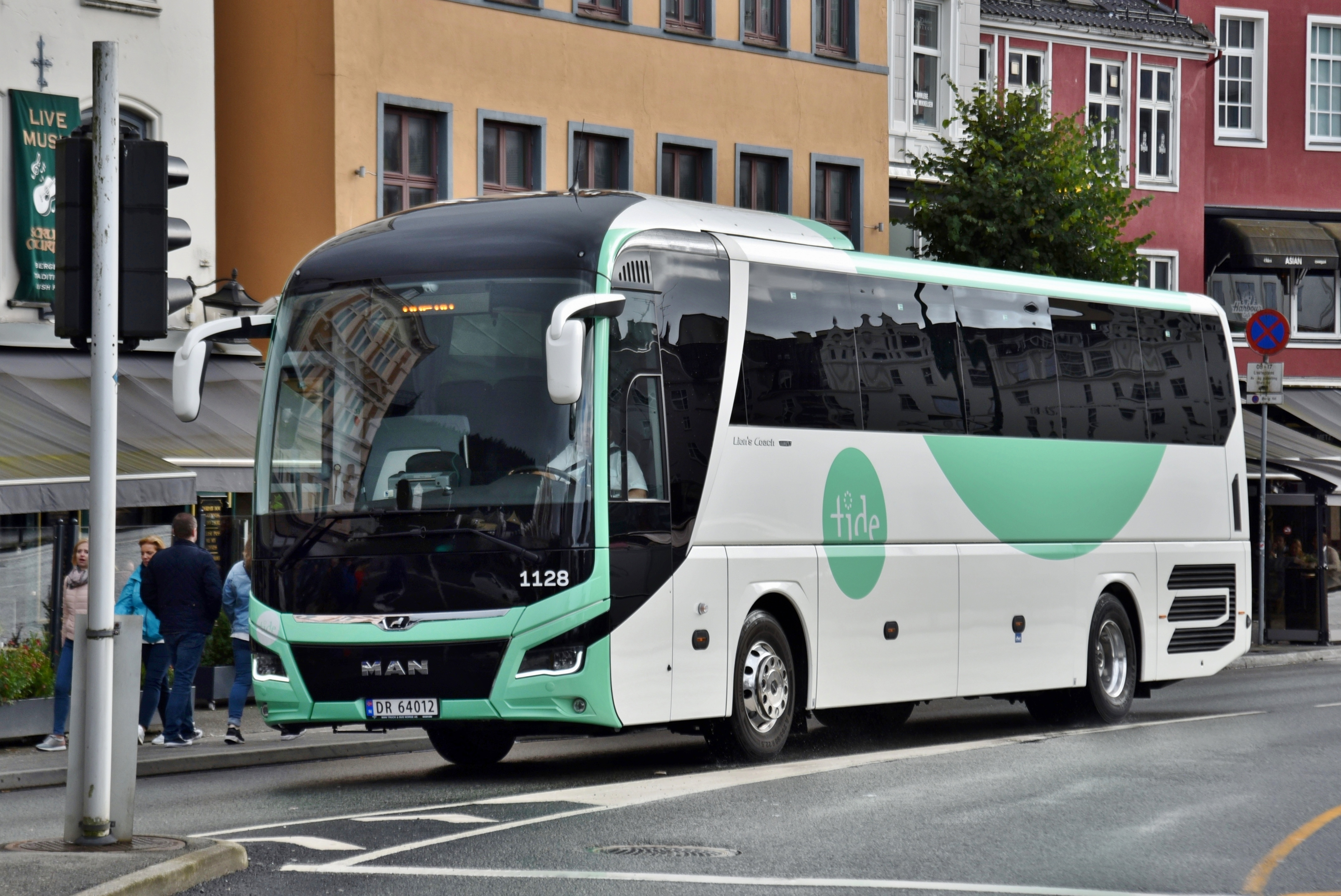
MAN Lion’s Coach III generacji
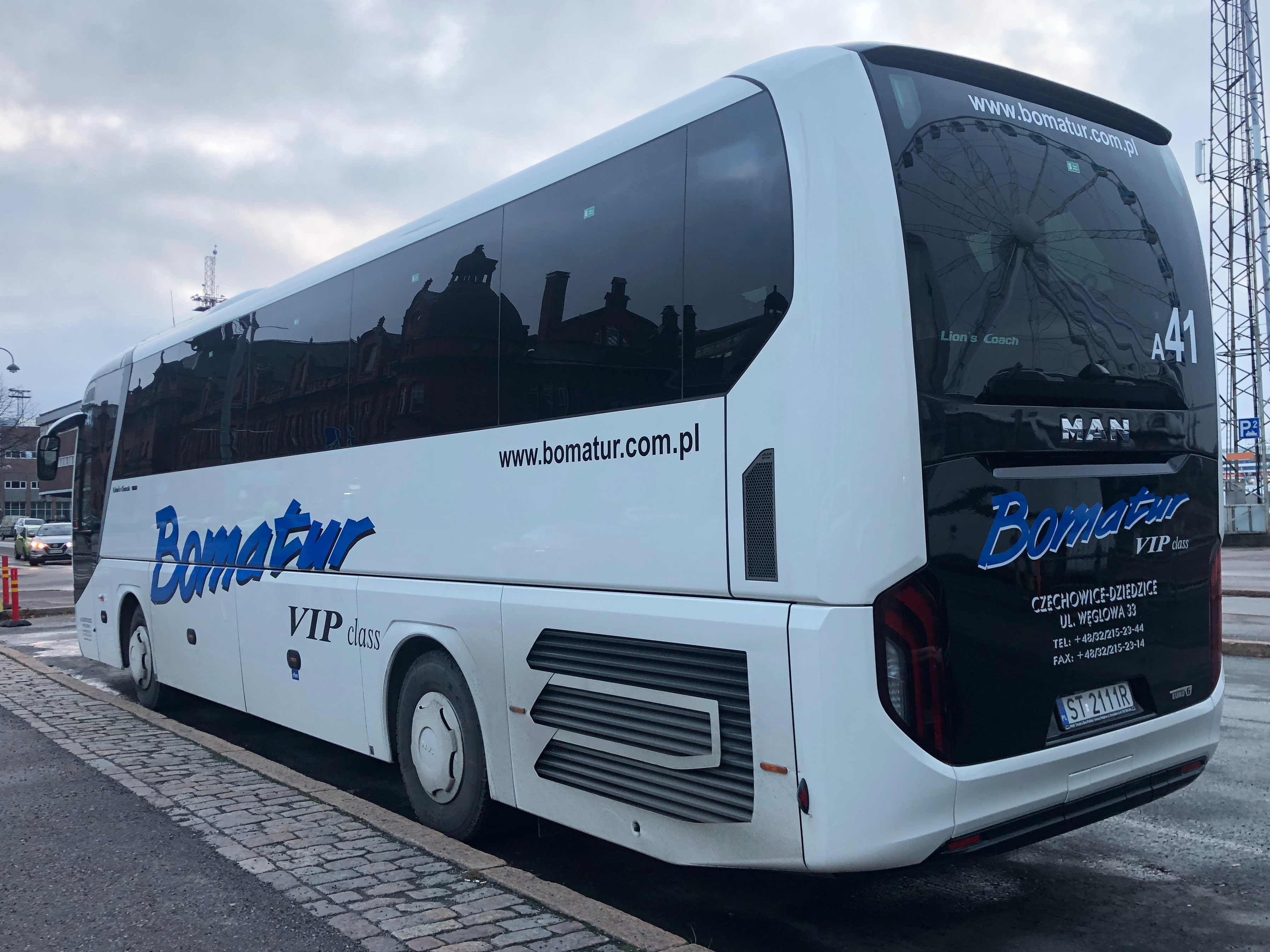
Widok na tył autokaru

## Dane techniczne trzeciej generacji
| [ 9 ]               | Lion’s Coach | Lion’s Coach C (2) | Lion’s Coach C (3) | Lion’s Coach L |
| ------------------- | --- | --- | --- | --- |
| Długość             | 12 101 mm | 13 091 mm | 13 361 mm | 13 901 mm |
| Szerokość           | 2550 mm | 2550 mm | 2550 mm | 2550 mm |
| Wysokość            | 3870 mm | 3870 mm | 3870 mm | 3870 mm |
| Rozstaw osi         | 6060 mm | 7050 mm | 6060 mm 1470 mm | 6600 mm 1470 mm |
| Średnica zawracania | 20 880 mm | 23 400 mm | 20 960 mm | 22 256 mm |
| Ilość miejsc        | 53+1+1 | 59+1+1 | 57+1+1 | 61+1+1 |
| Pojemność bagażnika | 11,7 m³ | 14,3 m³ | 11,8 m³ | 13,2 m³ |
| Silnik              | MAN D 2676 LOH Common Rail 6-cylindrowy diesel Pojemność: 12,419 cm3 309 kW (420 KM); 2,300 Nm lub D 2676 LOH common Rail 6-cylindrowy diesel Pojemność: 12,419 cm3 338 kW (460 KM); 2,500 Nm | MAN D 2676 LOH Common Rail 6-cylindrowy diesel Pojemność: 12,419 cm3 309 kW (420 KM); 2,300 Nm lub D 2676 LOH common Rail 6-cylindrowy diesel Pojemność: 12,419 cm3 338 kW (460 KM); 2,500 Nm | MAN D 2676 LOH Common Rail 6-cylindrowy diesel Pojemność: 12,419 cm3 338 kW (460 KM); 2,300 Nm lub D 2676 LOH common Rail 6-cylindrowy diesel Pojemność: 12,419 cm3 368 kW (500 KM); 2,500 Nm | MAN D 2676 LOH Common Rail 6-cylindrowy diesel Pojemność: 12,419 cm3 338 kW (460 KM); 2,300 Nm lub D 2676 LOH common Rail 6-cylindrowy diesel Pojemność: 12,419 cm3 368 kW (500 KM); 2,500 Nm |
| Skrzynia biegów     | MAN TipMatic 12-stopniowa automat lub MAN TipMatic 6-stopniowa manualna (tylko dla silnika 420 lub 460 KM)                                                                                    | MAN TipMatic 12-stopniowa automat lub MAN TipMatic 6-stopniowa manualna (tylko dla silnika 420 lub 460 KM)                                                                                    | MAN TipMatic 12-stopniowa automat lub MAN TipMatic 6-stopniowa manualna (tylko dla silnika 420 lub 460 KM)                                                                                    | MAN TipMatic 12-stopniowa automat lub MAN TipMatic 6-stopniowa manualna (tylko dla silnika 420 lub 460 KM)                                                                                    |